# Giovanni di Causetta Giannini
Giovanni di Causetta Giannini (ur. w XIII wieku, zm. w XIV wieku) – kapitan regent San Marino w okresie od 1 kwietnia do 1 października 1302 roku (brak danych o drugim kapitanie regencie) i ponownie od 1 kwietnia do 1 października 1323 roku (wspólnie z Ugolinem Fornaro).